# Manuel Teixeira Verissimo
Manuel Teixeira Veríssimo (Arazede, Montemor-o-Velho, 11 de junho de 1952) é um Médico Internista e Professor Universitário português. Presidiu ao Hospital da Figueira da Foz e foi Médico Assistente no Centro Hospitalar e Universitário de Coimbra (CHUC), nos últimos anos como Assistente Graduado Sénior.

## Biografia
Filho de agricultores, cedo teve de abandonar a escola para apoiar a família. Retomou a escola aos 18 anos, tendo feito o liceu até ao antigo 5.º ano, atual 9º ano, em Cantanhede. Posteriormente, seguiu para Coimbra, cidade onde viria a terminar o liceu e a concluir os estudos universitários. Continuou a estudar até entrar no Serviço Militar em Leiria, tendo passado ainda pelas Caldas da Rainha e por Tavira, até ter sido colocado em Coimbra, onde assistiu à chegada da Revolução dos Cravos. Em 1975, após ter cumprido um ano de serviço militar em Angola, ingressou na Faculdade de Medicina da Universidade de Coimbra onde se licenciou em Medicina (1980), tornou-se especialista em Medicina Interna (1990), Mestre em Medicina do Desporto (1994) e doutorado em Medicina (1999).

### Carreira
Iniciou a atividade clínica em Cantanhede, em 1981, na área de Saúde Pública. Mais tarde, escolheu a especialidade de Medicina Interna e passou a integrar os quadros do CHUC. Estagiou em Paris em 1988/1989, regressando depois a Portugal e a Coimbra, onde viria a ser internista e chefe de equipa de Urgência.
Para além da Medicina Interna, desenvolveu também atividade na área da Medicina Desportiva, cuja especialidade obteve em 1995, tendo articulado a prática clínica hospitalar com a desportiva, nomeadamente enquanto médico do Clube de Futebol União de Coimbra e, mais tarde, da Associação Académica de Coimbra. A Nutrição foi outra área de estudo, assim como a Geriatria, tendo-se doutorado nesta última vertente da Medicina em 1999. Responsável pelo lançamento do Mestrado em Geriatria na Faculdade de Medicina da Universidade de Coimbra, criou também a primeira cadeira de Geriatria ministrada em Portugal. No âmbito do seu trabalho de investigação nestas áreas escreveu e publicou várias obras.
Em 2007, desempenhou as funções de gestor hospitalar, presidindo ao Centro de Medicina de Reabilitação da Região Centro – Hospital Rovisco Pais e mais tarde ao Hospital Distrital da Figueira da Foz. Foi ainda Diretor do Centro de Medicina Desportiva de Coimbra, presidente da Sociedade Portuguesa de Aterosclerose e presidente da Sociedade Portuguesa de Medicina Interna.
Na Secção Regional do Centro da Ordem dos Médicos (SRCOM), com a Presidência do Dr. Carlos Cortes a chegar ao fim do seu terceiro e último mandato, Manuel Teixeira Verissimo assume a candidatura à Presidência da SRCOM.

## Obras
- Geriatria Fundamentada, Lisboa, LIDEL, 2014
- Estudo do Perfil de um envelhecimento ativo, Coimbra, CHUC, 2010
- Reativa: programa promotor de um envelhecimento ativo, Coimbra, Escola Superior de Enfermagem de Coimbra, 2015
- Transição para a reforma: um programa a implementar em cuidados de saúde primários, Coimbra, Helena Loureiro, 2015
- Polypharmacy management by 2030: a patient safety challenge, Coimbra, Universidade de Coimbra, 2017
- Manual do cuidador, Coimbra, Universidade de Coimbra, 2019